# Dolní Bečva

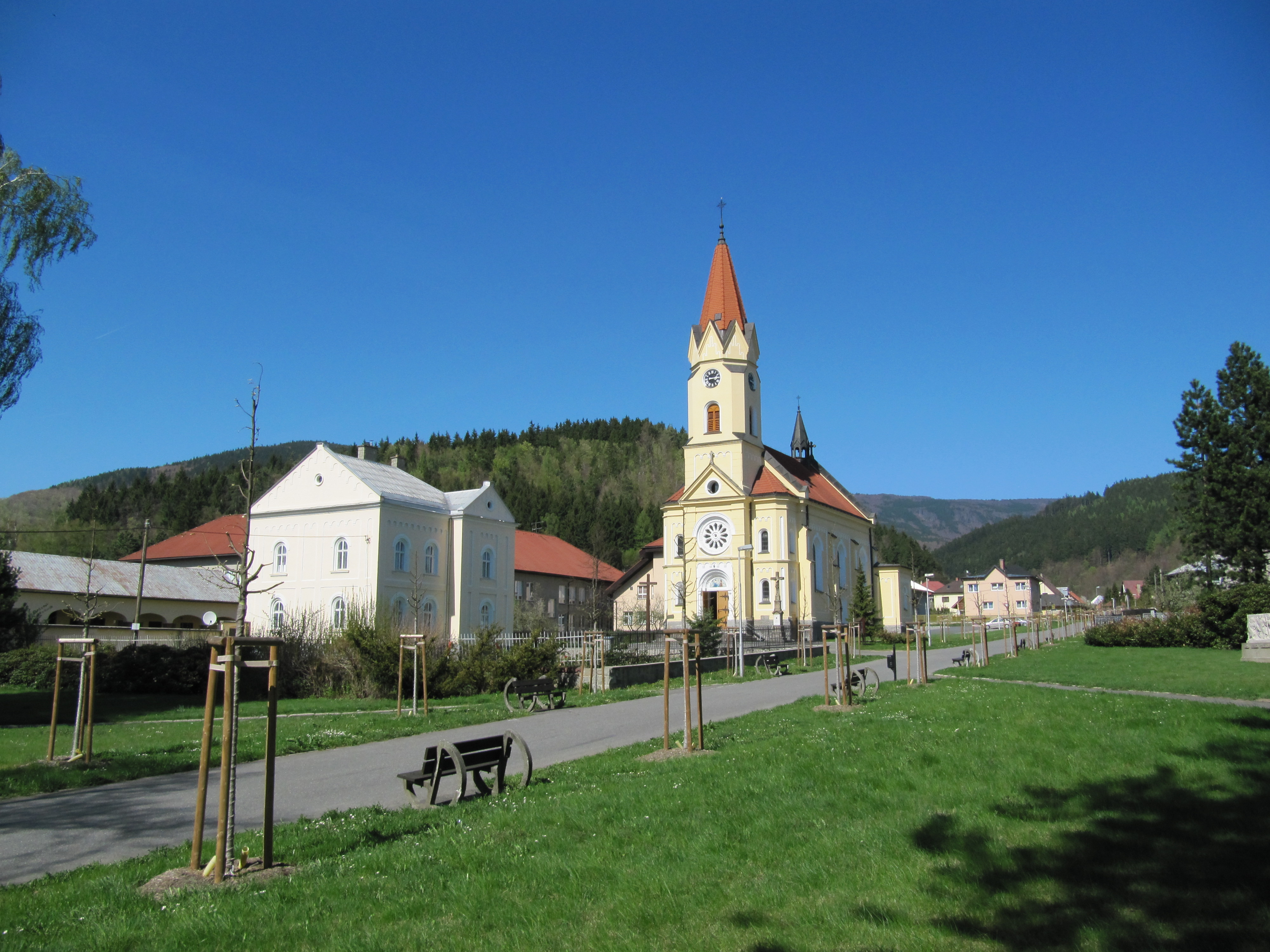
Dolní Bečva

Dolní Bečva (deutsch Unterbetschwa) ist eine Gemeinde im Osten der Tschechischen Republik und liegt im Okres Vsetín, Zlínský kraj. 2006 hatte Dolní Bečva 1828 Einwohner.

## Geschichte
Die erste urkundliche Erwähnung von Dolní Bečva fand im Jahr 1625 statt.

## Sehenswürdigkeiten
- St.-Kirill-und-Method-Kapelle
- St.-Antonius-Kirche
- Radegastdenkmal
- Pfarrhaus